# Наташа Корольова
Ната́ша Корольо́ва (рос. Ната́ша Королё́ва, справжнє ім'я — Наталія Володимирівна Поривай; нар. 31 травня 1973, Київ, Українська РСР) — радянська, російська естрадна співачка. Заслужена артистка Росії (2004). Молодша сестра української співачки Русі.

## Життєпис
Народилася в музичній сім'ї. Її мати — Людмила Іванівна Поривай, доцент, заслужена артистка України, диригент хорової капели «Світоч». Батько — Поривай Володимир Архипович, був хормейстером академічного хору.

### Перші кроки
У сім років Наташа вступає до музичної школи по класу фортепіано і одночасно в хореографічну студію народного танцю при хорі ім. Верьовки. У 12 років, в 1985, на фестивалі дитячої пісні Наташа знайомиться з композитором Володимиром Бистряковим. Вона записує його пісні «Світ без чудес» і «Куди поїхав цирк». Юна співачка стає дуже популярною на всіх з'їздах, урядових концертах, новорічних ялинках, Днях Міста. На початку 1987 року в житті Наташі був перший і єдиний конкурс «Золотий Камертон», в якому вона брала участь як солістка київської групи «Міраж» і стала дипломанткою цього конкурсу. У цьому ж році композитор Олександр Спаринський спеціально для Наташі пише дитячий мюзикл «У країні дітей». Навесні 1987 року перша в житті Наташі зйомка на Центральному телебаченні в програмі «Ширше коло». Влітку 1987 року на фестивалі в місті Євпаторія на Наташу особливу увагу звертає музичний редактор Центрального телебачення Марта Могилевська.

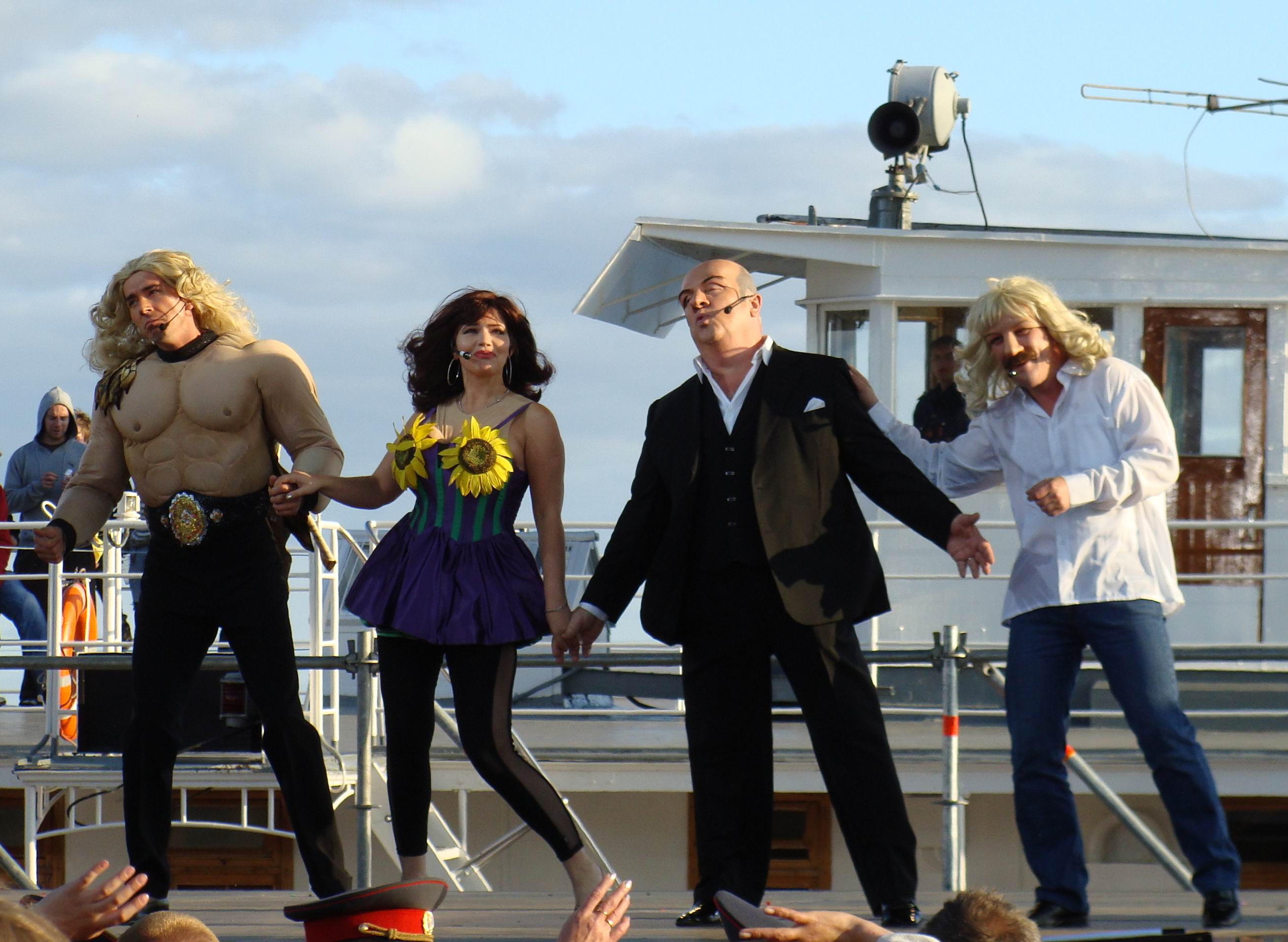
Пародія. Зліва направо: Тарзан, Наташа Корольова, Ігор Крутой, Ігор Ніколаєв.

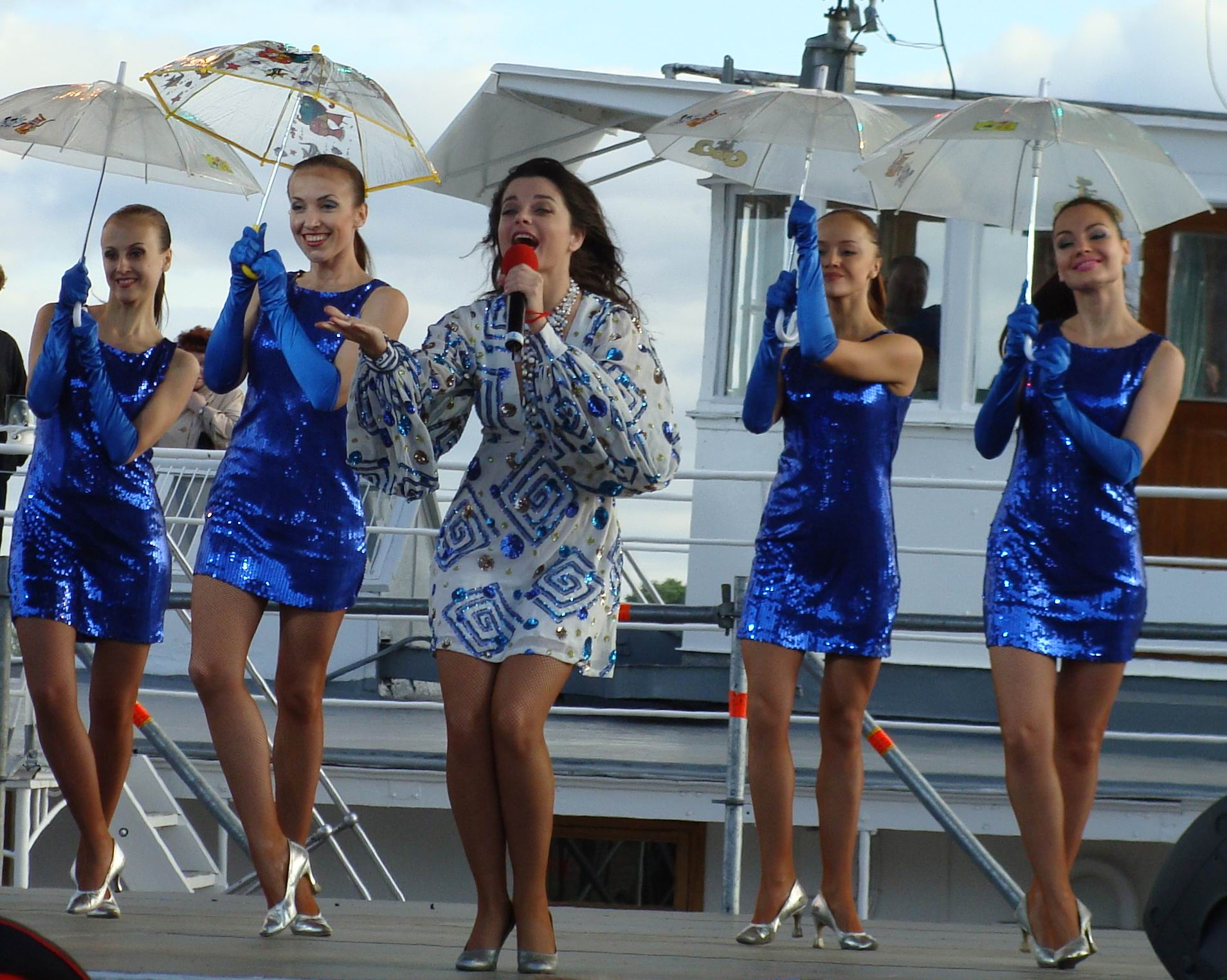
Виступ із програмою Регіни Дубовицької — «Аншлаг» в Архангельську на 425-річчі міста 28 червня 2009

Навесні 1988 Корольова пробує свої сили як ведуча концертної програми «Київська красуня», Академічного концерту в Органному Залі, Міжнародного чемпіонату з художньої гімнастики. В 1988–1991 вона вчилася в Київському естрадно-цирковому училищі по класу вокала. Влітку 1989 року, як провідна солістка дитячої рок-опери «Дитя світу» Наташа їде на гастролі в США. Проект мав грандіозний успіх. З Америки Наташа привезла запрошення на навчання в університеті міста Рочестера. По тому поїхала до Москви, на прослуховування до Ігоря Ніколаєва. Серед трьох претенденток він вибирає її, хоча з першого погляду Наташа на нього не справила ніякого враження. В 1990 виходить пісня Корольової «Жовті тюльпани», перша пісня, написана І. Ніколаєвим для Наташі, яка викликала дуже неоднозначні відгуки, і яка принесла їй справжню славу не тільки в СРСР, а й за його межами, вивела її вперше у фінал фестивалю «Пісня року». В 1992 відбулися гастролі співачки по Росії із заключними концертами в спорткомплексі «Олімпійському» з програмою «Дельфін і Русалка», в 1993 — тур по Ізраїлю, в 1994 — гастролі в Німеччині, в 1997 — в США (Нью-Йорк). Учасниця багатьох телевізійних конкурсів та передач, серед них: «Різдвяні зустрічі», «Ранкова пошта» та ін.

### На великій сцені
У 1990—1997 вийшло 13 відеокліпів співачки на телебаченні: «Жовті тюльпани» (режисер М. Могилевська, 1990), «Перший поцілунок» (режисер І. Песоцький), «Під літнім дощем» (режисер В. Владимиров); «Чому вмирає любов» (режисер І. Песоцький), «Київський хлопчисько» (режисер І. Песоцький, 1993), «Соняшники» (Д. Фікс, 1995), «Невже це я» (Д. Фікс), «Маленька країна» (О. Гусєв), «Мужичок з гармошкою» (Д. Фікс, 1996), «Паличка виручалочка», «Не вмирай» (Г. Гаврилов), «Літо кастаньєт» (І. Ніколаєв, 1997), «Діаманти сліз» (О. Баженов).
Після розлучення з Ігорем Ніколаєвим випустила альбоми: «Осколки минулого», «Серце», «Віриш чи ні», «Рай там, де ти». Виступила в ролі ведучої різних програм і концертів. Брала участь у телевізійному проекті «Танці з зірками» у Росії та Україні, і у проекті «Дві зірки».
У 2010 взяла участь у проекті «Подаруй собі життя» на телеканалі «Росія 1». З 2 червня 2012 вела власне шоу «Королева прайму» на каналі НТВ. В ефір вийшов тільки один випуск.
У серпні 2022 року, під час повномасштабного вторгнення військ РФ до України, Поривай емігрувала з Росії до США.

#### Бізнес
Крім основної професії, Наташа Корольова зайнялася дизайном в ювелірній галузі і в травні 2008 року представила ювелірну колекцію «Дочки-матері». 21 вересня 2009 в Москві, на Садовому кільці Наталя відкрила свій салон краси. У 2011 відкрився 2-й салон в Москві.

#### Політика
У 1996 році брала участь в компанії «Голосуй або програєш» на підтримку переобрання на другий термін президента Росії Бориса Єльцина. У 2003 році вступила в партію «Єдина Росія»
За словами самої співачки, під час Євромайдану підтримувала революцію, приносячи медикаменти та гроші. Двоє братів брали участь в Євромайдані.
12 жовтня 2016 року Служба безпеки України заборонила російській співачці українського походження Корольовій в'їзд в Україну на 5 років. 18 січня 2017 року заборона була тимчасово знята через смерть її бабусі Соні, яка мешкала в житловому масиві Липки в Києві, а також у зв'язку з оскарженням в суді заборони на в'їзд на територію України.

## Сім'я
- Батько: Володимир Архипович Поривай (10.02.1940 — 1.09.1993).[10]
- Мати: Людмила Іванівна Поривай.
  - Старша сестра: українська та американська співачка Руся (Осауленко Ірина Володимирівна) (1968).

- Перший чоловік: Ігор Юрійович Ніколаєв — (1960).
- Другий чоловік: Сергій Віталійович Глушко, псевдонім «Тарзан» — (1970).
  - Син: Архип Сергійович Глушко — (19 лютого 2002).

## Фільмографія
- 1995 — «Старі пісні про головне» - дочка голови
- 1996 — «Старі пісні про головне-2»
- 1997 — «Старі пісні про головне-3»
- 1997 — «Найновіші пригоди Буратіно» - співачка Мальвіна
- 2000 — «Салон краси»
- 2000 — "Старі пісні про головне. Постскриптум "
- 2001 — «FM і хлопці» (в епізоді «Три правила»)
- 2003 — «Рецепт чаклунки» - Людмила
- 2004 — «Проти течії»
- 2005 — «Моя прекрасна няня» - камео (в епізоді «Картковий король»)
- 2005 — «Сищики 4» (в епізоді «Без шуму і пилу»)
- 2006 — «Дідусь моєї мрії 2» - Христина
- 2006 — «Щасливі разом» - камео, продавець спортивного тренажера (в одному епізоді)
- 2007 — «Тримай мене міцніше» - Наталія Архипова
- 2007 — «Королівство кривих дзеркал»
- 2008 — «Золота рибка» - Мар'юшка
- 2008 — «Парадокс» - дружина Вадика

### 2009
- Ястребов А. Чоловік — модель для збірки. —  М. : АСТ, 2009. ISBN 978-5-17-057520-6
- Чоловічий стриптиз ISBN 978-5-17-058893-0
- Святковий стіл від Наташі Корольової. Просто смачно! ISBN 978-5-17-056451-4

### 2010
- Страви для торжества і бенкету. ISBN 978-5-17-060222-3

## Дискографія
| - 1990 — «Жовті тюльпани» 1. Мама, не плач 2. Сірі очі 3. Перший поцілунок 4. Під літнім дощем 5. Жовті тюльпани 6. Чому вмирає любов 7. Сині лебеді 8. Перли 9. Кошеня | - 1992 — «Дельфін і русалка» 1. Дельфін і русалка 2. Будь ласка, не плач 3. Венеція 4. Нічний бульвар 5. Таксі, таксі … 6. Гуркіт грому 7. Московська Джульєтта 8. Два хрестика | - 1994 — «Шанувальник» 1. Місячна ніч 2. Шанувальник 3. Ніколи 4. Ластівка 5. Київський хлопчисько 6. Жовтий чемоданчик 7. Паличка-виручалочка 8. Подарунок 9. Метелик 10. Вулиця моєї мрії | - 1995 — «Конфетті» 1. Соняшники 2. Конфетті 3. Блакитний топаз 4. Маленька країна 5. Невже це я 6. Крадені яблучка 7. Мужичок з гармошкою 8. Хмарка 9. Три бажання 10. Янтар 11. Попурі | - 1997 — «Діаманти сліз» 1. Літо кастаньєт 2. Кришталеве серце Мальвіни 3. Назавжди 4. Діаманти сліз 5. Зимові місяці 6. Кожна маленька дівчинка 7. Орхідея 8. У темній кімнаті 9. Тільки ти не вмирай 10. Приласкай мене 11. На край світу |

| - 2001 — «Серце» 1. Серце 2. Між нами 3. Не проси 4. Було чи не було 5. Як твої справи? 6. Милий мій 7. Білі мережива 8. Любов 9. Губи в губи 10. 10 років 11. Хлопчик мій 12. Коли-небудь | - 2002 — «Уламки минулого» 1. Жовті тюльпани / Remix / 2. Чому вмирає любов / Remix / 3. Ледь-ледь не вважається 4. Діаманти сліз 5. Назавжди 6. Літо кастаньєт 7. Маленька країна 8. Блакитний топаз 9. Конфетті 10. Соняшники 11. Київський хлопчисько 12. Шанувальник 13. Ластівка 14. Жовтий чемоданчик 15. Сині лебеді | - 2003 — «Віриш чи ні плюс Тарзан)» 1. Ти мені віриш чи ні 2. Не забуду 3. Твій світ 4. Крапелька 5. Календар 6. Снігові зірки 7. Ревнує 8. Бугі-вугі 9. Лелеки 10. Червоний кінь 11. Не забуду (караоке версія) 12. Крапелька (караоке версія) | - 2006 — «Рай там, де ти» 1. Рай там, де ти (дует з Тарзаном) 2. Німі краплі дощу 3. Бузковий рай 4. Біла бузок 5. Стильний чоловік 6. Живи і вір в кохання 7. Улюбленому 8. Камушки 9. Розлучниця 10. Ожила лялька 11. Новорічна 12. Соняшники (ремікс) |

### Синґли
- 2006 — «Кристал мрії»
- 2007 — «На синьому морі»
- 2008 — «У залі очікування»
- 2008 — «Мама»
- 2009 — «Нічне місто»
- 2009 — «Любов без правил»
- 2010 — «Туди, де сонце»
- 2010 — «Чмоки-чмоки»
- 2010 — «Дую-дую»
- 2011 — «Ти пробач»
- 2011 — «Не відпускай мене»
- 2011 — «Точнісінько» (дует з С. Глушко)
- 2012 — «Небеса»
- 2012 — «Taxi and the City»
- 2013 — «Венеціанська осінь»
- 2013 — «La Bomba»
- 2013 — «Стояла и плакала»
- 2014 — «Абрикосовые сны»
- 2014 — «Порочен я тобой»
- 2014 — «Время-река»
- 2015 — «Главная любовь»
- 2015 — «Нет слова Я»
- 2015 — «Не говори нет»
- 2016 — «Я устала»
- 2017 — «Осень под ногами на подошве»
- 2017 — «Если мы с тобой»
- 2017 — «Мой дед мороз»
- 2018 — «Зять»
- 2018 — «Ягода»
- 2019 — «Петли-поцелуи»
- 2019 — «Символ юности»
- 2019 — «Серые глаза 2019»
- 2019 — «С Новым годом!»
- 2020 — «Давай гуляй!»

## Нагороди та призи
- 1987 — Диплом конкурсу « 'Золотий Камертон'».
- 1990–2004 — постійна учасниця фестивалю « 'Пісня року'»
- 1993 — «Овація» у номінації — найкращий альбом року 1992 — «Дельфін і русалка».
- 1997 — «Золотий грамофон» за пісню «Кришталеве серце Мальвіни».
- 2000 — «Золотий грамофон» за пісню «Трохи не вважається»
- 2000 — «Стопудовий хіт» від радіо Хіт FM за пісню «Трохи не вважається»
- 2002 — « Постільна білизна року 2002'» — у номінації «Секс-бомба року 2002».
- 2003 — «Найкращі дуети року 2003» — дует з Тарзаном (С. Глушка) «Віриш чи ні»
- 2004 — присвоєно звання «Заслужений Артист Російської Федерації»[4]
- 2011 — Медаль «За віру і добро»[11]
- 2012 — Міжнародна премія в галузі культури та мистецтва за 2011 рік «Людина року» (Україна)

## Цікаві факти
- У грудні 1997 Наташа Корольова знялася для журналу «Playboy»[12][13].
- 2004 — фотосесія для чоловічого журналу «Пінгвін»
- 2007 — фотосесія для журналу «MAXIM» (лютий, 2007)